# Kåre Johannessen
Kåre Johannessen (født 1964) er en dansk historiker, forfatter, foredragsholder og til tider tv-vært. Han har været museumsinspektør på Vikingeborgen Trelleborg og på Middelaldercentret i en længere årrække, men er i dag selvstændig historiker og konsulent.
Han har skrevet flere fagbøger om særligt middelalderen, vikingetiden og historiske romaner. Hans seneste fagbog, Fritid og Forlystelser, som udkom i 2023. Han har desuden lavet en lang række programmer på TV2 Øst om historiske lokaliteter i Region Sjælland, og han har medvirket i historiske quizprogrammer som bl.a. Historiequizzen på DR K. Endvidere har han fungeret som historisk ekspert i en række dokumentarprogrammer og serier. Han har desuden interesse i nyere tids historie, navnlig 1. verdenskrig, og han har været medstifter til en reenactmentgruppe, som beskæftiger sig med netop denne periode.

## Karriere

### Uddannelse og tidlig karriere
Kåre Johannessen gik på Næstved Gymnasium og læste derefter historie og middelalderarkæologi på Odense og Aarhus Universitet. Han blev færdiguddannet i 1993 med speciale i den hedenske islandske holmgang i vikingetiden. Herefter arbejdede han bl.a. på Ryslinge Højskole og DTU som informationsmedarbejder.

### Museumsarbejde på Middelaldercentret og Trelleborg
I 1994 blev Johannessen ansat som museumsinspektør på Middelaldercentret, der på dette tidspunkt var et relativt nystartet arkæologisk frilandsmuseum. Han var med i koordineringsgruppen af Middelalder 99 sammen med flere andre historikere og andre forskere, der var et projekt, som blev afholdt i 1999, hvor en lang række museer og andre kulturinstitutioner fokuserede på Danmarks middelalder. I alt var der over 1.300 arrangementer og knap 100 bogudgivelser med afsæt i projektet.
Han var ansat i fem år indtil han i august 1999 blev ansat som leder af Museet på Trelleborg ved Slagelse. Her var han bl.a. med til at genskabe vikinge-boldspillet Knáttleikr. Spillet kendes fra de islandske sagaer, og man ved bl.a. at alle deltagere havde et bat. Johannessen selv har betegnet det som "en slags ultravoldelig psykopat-version af rundbold", og andre har nævnt at det får "engelsk rugby og amerikansk fodbold til at ligne en sport for tøsedrenge i sammenligning". Under et spil fik Johannessen en voldsom knæskade.
I 2004 blev han genansat som museumsinspektør på Middelaldercentret ved Nykøbing Falster. Som museumsinspektør har han ved flere lejligheder givet rundvisninger på museet til prominente gæster som Dronning Margrethe og Prinsgemalen ved et besøg under deres sommertogt i 2012 og undervisningsministeren Christine Antorini ved åbningen af teknologiparken på centret i 2013. Derudover har han arrangeret større events på Middelaldercentret med bl.a. den internationalt anerkendte reenactmentgruppe Company of Saynt George.
I januar 2015 opsagde han sin stilling for at starte som selvstændig historiker, for at arbejde mere med foredrag, tv, skribent og som konsulent. Han har dog forsat forbindelse til Middelaldercentret som løst tilknyttet.

### Forfatter
Sideløbende har han arbejdet som forfatter og har udgivet en række både faglitterære bøger og historiske romaner. Han debuterede for alvor i 1998 med et værk om middelalderens holdning til seksualdriften, Hor Saa Vide, og har siden udgivet en lang række hæfter og bøger om historiske emner bl.a. Politikens Bog om Danmarks Vikingetid. Fra 2004 blev han faglig konsulent på Susanne Clod Pedersens historiske romaner Arnulf og Veulf. Da hun begyndte at skrive bøger til romanserien Slægten fortsatte han som konsulent, og i 2007 skrev han selv det syvende bind kaldet Blodsbånd. Han har efterfølgende skrevet yderligere to bind i serien; nr. 9 Vredens dag (2008) og nr. 12 Forræderen (2009). Clod Pedersen og Johannessen udviklede også en venskab under der samarbejde.
Hans seneste historiske roman er Kejserhøgen (2009) om Manfred von Richthofen, den "røde baron" og de tyske krigsflyvere under den 1. verdenskrig, der fik gode anmeldelser især i en række fagblade som Tidsskriftet Militærhistorie. Kejserhøgen var oprindeligt tænkt som en fagbog, men først da den blev omskrevet i romanform blev den færdig. Den blev også udgivet som lydbog, og romanerne er generelt kendetegnet ved en opmærksomhed på den historiske detalje, der vidner om en betydelig research. Johannessen er særligt interesseret i 1. verdenskrig og krigsflyverne fra perioden, men har også interesse i 2. verdenskrig og har bl.a. medvirket ved temadage i Andelslandsbyen Nyvang ved Holbæk om denne periode.

### Film og Tv
Siden 2005 har Johannessen stået bag over 50 halvtimesprogrammer på Tv2 øst om historiske lokaliteter på Sjælland og Øerne. En af disse serier er En God Historie, der blev sendt første gang i 2010, hvor Johannessen og værten Sille Roulund bl.a. besøgte Falsters Virke, Gjorslev Slot, Herlufsholm og Sorø Akademi.
I 2009 havde han en mindre rolle som lensherre i den tyske film 12 Meter Ohne Kopf om den tyske pirat Klaus Størtebeker, der levede i middelalderen, der bl.a. er optaget på Middelaldercentret. Han blev dog miskrediteret i rulleteksterne som "Kore Johannsen".
I 2011-2012 sendtes Historien om en Købstad hvor Johannessen besøgte de 20 købstader i Region Sjælland, som Tv2 øst dækker. Kirker, pladser og bygninger i de forskellige byer blev besøgt og byens historie blev gennemgået sammen med Sille Roulund.
I 2013 sendte Tv2 øst otte programmer med titlen Kåres Danmarkshistorie, der gennemgår Danmarks Historie fra stenalderen op til 2. verdenskrig. Programmerne tager udgangspunkt lokaliteter i Region Sjælland, der har relevans for de forskellige perioder. Det første program havde premiere 3. januar og havde 125.000 seere. Serien blev fulgt op af yderligere tre programmer om Danmark under besættelsen, der blev vist i april samme år.
I oktober 2013 begyndte en serie kaldet Kåre kigger på Kunst på Tv2 øst, hvor Johannessen besøger kunst og skulpturer i det offentlige rum i Region Sjælland. Yderligere fem afsnit om kalkmalerier og tre afsnit om udviklingen af voldsteder og fæstningsanlæg i regionen er blevet produceret. I 2013 holdt han grundlovstale på Bogø.
Johannessen deltog som ekspert i 6. afsnit af quizprogrammet Kvit eller dobbelt på DR Ultra i 2013, der blev sendt første gang 2. september samme år. Programmet er en børneudgave af det oprindelige Kvit eller dobbelt med Otto Leisner, og emnet var Middelalderen i Danmark, og deltageren nåede femte spørgsmål til 2.000 kr, men valgte at forlade programmet med 1.000 kr. Johannessen gav ham en mønt fra Erik af Pommerns tid samt et besøg på Middelaldercentret.
Samme år deltog han også for første gang i Historiequizzen på DR K, hvor forskellige historikere dyster på viden om historie. Quizzen foregår på forskellige danske museer og tager udgangspunkt i genstande fra museernes samlinger. Serien var i foråret 2019 produceret i ni sæsoner.
Kåre Johannessen medvirkede desuden i dokumentarprogrammet Vikingeborgen Trelleborg, om Trelleborg ved Slagelse, hvor han har været museumsinspektør. Programmet blev produceret i 2013 til dk4 og giver et bud på, hvordan fæstningen har set ud og og fungerede, da den var i funktion. På TV 2 Fri har Johannessen været gæst ved flere lejligheder og snakket om Danmarkshistorien, og han var med i radioprogrammet Gandhi på P3 med Christian Fuhlendorff for at snakke om historiske emner, og han er blevet brugt som ekspert i spørgsmål om middelalder i artikler på DR.
I sommeren 2013 stiftede han en reenactergruppe, kaldet Westfront 1916, der reenacter dagliglivet ved fronten. Gruppen blev dannet sammen med flere ansatte og frivillige fra Middelaldercentret, men har ikke anden forbindelse til museet. Gruppen har deltaget i såkaldte "befæstningsdage", hvor historiske lokaliteter blev levendegjort og formidlet, på Mosede Fort i 2013, Vestvolden i 2014 samt Garderhøjfortet ligeledes i 2014.
I programmet andet afsnit af I krig for Danmark, der blev sendt på DR K i januar 2014, forklarer Johannessen om blider og krigsførelse i middelalderen. Programmet med titlen "På korstog mod øst" fokuserede handlede om Angrebet på Arkona i 1168 og de baltiske korstog og blev optaget på Middelaldercentret i sæsonen 2013.
I det sjette og sidste afsnit af serien medvirkede Johannessen ligeledes sammen med sin 1. verdenskrigsgruppe Westfront 1916. Dette afsnit handlede om 1. verdenskrig og de knap 30.000 sønderjyske soldater, der deltog i tysk krigstjeneste, og deres medvirken blev optaget på Bogø. programmet blev sendt første gang i foråret 2014.
I 2014 var Johannessen vært for quizprogrammet Duellen på Tv2 Øst, hvor to personer fra samme kommune i Region Sjælland kæmpede mod to personer fra en anden kommune. Spørgsmålene omhandlede historiske begivenheder og lokationer i regionen, og programmet blev optaget i restauranten Den Gyldne Svane på Middelaldercentret. Den første program blev sendt d. 23. august 2014, og hovedpræmien var et ophold på Dragsholm Slot. Juleaften dette år sendte Tv2 Øst programmet Julemiraklet under 1. verdenskrig, hvor Johannessen fortalte om Julevåbenstilstand i 1914 under 1. verdenskrig. Gruppen Westfront 1916 medvirkede endnu engang til optagelserne.
I forbindelse med historiemessen Historiske Dage i marts måned 2015 var den nye vært på Historiequizzen, Adrian Hughes i Aftenshowet sammen med Maria Helleberg. Her blev de udfordret af værten Mark Stokholm til at deltage i en historiequiz, hvor der i optagelser med Kåre Johannessen blev stillet tre spørgsmål til gæsterne i studiet. På Historiske Dage deltog Kåre Johannessen og Hanne Fabricius i en live-udgave af Historiequizzen foran publikum d. 15. marts, hvor de blev stillet spørgsmål om Øksnehallen, hvor messen foregik. På samme messe udførte han et modeshow med Westfront 1916 som omhandlede tyske uniformer fra første verdenskrig.
I foråret 2015 han spillede nationalbankdirektør C.V. Bramsnæs i det historiske dokumentarprogrammet Det danske Guld, der omhandlede hvordan Nationalbankens guld blev sendt ud af landet inden Besættelsen. Programmet blev sendt første gang på DR K d. 9. april 2015.
I april 2016 deltog han i Historiequizzen live ved anden afholdelse af Historiske Dage. Sammen med Hanne Fabricius dystede han mod Trine Halle og Christian Donatzky. I maj samme år deltog Johannessen som gæst i programmet Guld i Købstæderne med historikeren Cecilie Nielsen, som han tidligere havde dystet med i Historiequizzen, som vært. Han havde medbragt en daneøkse, der tidligere havde indgået i en våbensamling ejet af E.A. Christensen, og var nævnt i Ada Bruhn Hoffmeyers bog Gammelt Jern. E.A.Christensens våbensamling fra 1968. Øksen var fundet uden for London, og er dateret til 1000- eller 1100-tallet. Den blev vurderet til 3000-5000 kroner. Programmet blev sendt første gang i august 2016. I juni sendte DR K programmet Rejsen til Slagmarken, hvor Cecilie Nielsen og Johannessen i to programmer kiggede på de mest berømte slag ved Vestfronten i 1. verdenskrig; Slaget ved Verdun og Slaget ved Somme i anledning af 100-års jubilæet for begge slag. De to værter besøgte slagmarkerne og fortalte om slagene med fokus på de danske sønderjyder deltagelse. Programmet var optaget i januar samme år. I juli måned deltog Johannessen i Kongens Togt, hvor det rekonstruerede vikingeskib Havhingsten fra Glendalough fra Vikingeskibsmuseet i Roskilde sejlede til en række kystbyer på Sjælland. Togtet startede i Korsør og sluttede Roskilde, og i hver af de otte havne som skibet besøgte blev afholdt en historisk række arrangementer, som foredrag, historisk mad, og hvor Johannessen stod for er modeshow med vikingernes tøj. I Vordingborg var en del af arrangementerne også Historiequizzen.
Johannessen var historisk rådgiver på den historiske dramafilm I krig & kærlighed, der foregår under første verdenskrig, og som havde premiere i 2018. Han medvirkede også som statist. Samme år var han været på dokumentarserien Kåre spidder myter på TV 2 Øst.
Sammen med sin reenactmentgruppe Westfront 1916 deltog han ved både Historiske Dage og Krigshistorisk Festival på Vestvolden i 2018. Under Historiske Dage interviewede han den norske forfatter Kim Hjardar.
I 2019 deltog han i VM i Foredrag (Valbymesterskaberne), hvor han endte i finalen og fik en andenplads. Johannessen fungerede som konsulent og historisk rådgiver til filmen Erna i krig, og hans reenactmentgruppe Westfront 1916 bidrog med rekvisitter. Han var også med til at introducere skuespillerne til livet i skyttegravene. Han var ligeledes konsulent og udlånte udstyr og uniformer til DR-dokumentarserien Grænseland, der handler om Sønderjyllands historie fra 1840-1920.
Hans reenactmentgruppe deltog igen ved både Historiske Dag og Krigshistorisk Festival på Vestvolden. I 2019-2020 var han barselsvikar på Middelaldercentret.
Fra udgivelsen af Kejserhøgen i 2009 og omkring 10 år frem led Johannessen af en skriveblokering. I 2019 fik han dog igen gang i at skrive, og færdiggjorde manuskriptet til bogen Magt og Mennesker i Danmarks Middelalder, der udkom i marts 2020. Bogen fik gode anmeldelser og Johannessen blev sammenlignet med Palle Lauring og Erik Kjersgaard.
I maj 2021 udkom Lyst og lidenskab i middelalderen om seksualitet i middelalderen, der blev godt modtaget, og kaldt et "helstøbt, velskrevet og underholdende formidlingsværk". I november samme år udkom han med sin næste fagbog, Mørkets Skabninger, om tro og overtro i middelalderen. Den blev kaldt en "overskuelig, læseværdig og sjov bog", men at den dog ikke levede helt op til Magt og Mennesker i Danmarks Middelalder og Lyst og lidenskab i middelalderen.
I marts 2023 udkom han med Fritid og Forlystelser, som omhandler fritidsbeskæftigelser i middelalderen som bl.a. spil, musik, skuespil og idræt. Bogen blev mindre vel modtaget end forgængerne.

## Hæder
I 2006 modtog han Ole Haslunds Kunstnerfonds hæderslegat for sin formidlingsindsats på Trelleborg og Middelaldercentret.
Johannessen er den eneste nulevende dansker, der har fået et citat trykt på en Ga-Jolpakke med citatet:
"Demokrati er at uddele ansvaret på så mange, at det forsvinder."
I 2014 blev Johannessen kåret til "Falsters Festligste Fyr" ved Kulturnatten i Nykøbing Falster. Han fik prisen med begrundelsen "Gennem flere år har du på en både morsom, original og informativ måde spredt historiske oplysninger og gjort os alle klogere. Det gælder lige fra Middelalderen, Første Verdenskrig og op til nu."
I 2019 blev han udpeget som Årets Museumsformidler af Museumsforeningen for Sydsjælland og Møn.
Johannessen opnåede en andenplads ved Valbymesterskaberne i foredrag i 2019.

## Filmografi
- 2009 12 Meter Ohne Kopf, tysk spillefilm
- 2010 En God Historie (Tv2 øst, dokumentarserie)
- 2011 Historien om en Købstad (Tv2 øst, dokumentarserie)
- 2013 Kåres Danmarkshistorie (Tv2 øst, dokumentarserie)
- 2013-2019 Historiequizzen (DR K, quizprogram)
- 2013 Kåre kigger på Kunst (Tv2 øst, dokumentarserie)
- 2013 Vikingeborgen Trelleborg (dk4, dokumentarprogram)
- 2014 I krig for Danmark afsnit 2 og 6 (DR K, dokumentarserie)
- 2014 Duellen (Tv2 øst, quizprogram)
- 2014 Kåre på krigsstien (Tv2 øst, dokumentarserie)
- 2015 Det danske Guld (DR K, dokumentarprogram)
- 2016 Guld i Købstæderne afsnit 6 (DR)
- 2016 Rejsen til Slagmarken (DR K, dokumentarprogram med Cecilie Nielsen)
- 2018 Kåre spidder myter (Tv2 øst, dokumentarserie)
- 2018 I krig & kærlighed (spillefilm, statist)